# 남태부
남태부(1993년 7월 16일 ~ )는 대한민국의 배우이다.

## 출연작

### 영화
- 《포화 속으로》 (2010년) - 학도병 역
- 《떠날 수 없는》 (2011년) - 덩치후임 역
- 《가문의 영광 5 - 가문의 귀환》 (2012년) - 동석 패거리 1 역
- 《원더풀 데이즈》 (2012년)
- 《명왕성》 (2013년) - 최보람 역
- 《밤의 여왕》 (2013년) - 어린 성우 역
- 《네버다이 버터플라이》 (2013년) - 두부 역
- 《어디로》 (2013년)
- 《화려한 외출》 (2013년) - 범수 역
- 《저녁식사》 (2014년)
- 《18: 우리들의 성장 느와르》 (2014년) - 덕화 역
- 《플랜맨》 (2014년) - 오타쿠관객 역
- 《막걸스》 (2015년) - 꽁치 역
- 《시간이탈자》 (2016년) - 중국집 남학생 1 역
- 《사돈의 팔촌》 (2016년) - 태부 역
- 《계춘할망》 (2016년) - 충희 역
- 《우리 연애의 이력》 (2016년) - 용수 역
- 《혼숨》 (2016년) - 알바녀동생 역
- 《두개의 빛: 릴루미노》 (2017년) - 최원규 역
- 《무리의 법칙》 (2017년) - 철중 역
- 《수성못》 (2018년) - 오희준 역
- 《약자의 위선》 (2018년) - 성철 역
- 《그대 이름은 장미》 (2019년) - 건달 김군 역
- 《악질경찰》 (2019년) - 뽕쟁이 친구 역
- 《귀신의 향기》 (2019년) - 남학생 역
- 《암전》 (2019년) - 조개구이집 성태 역
- 《연기왕》 (2020년) - FD 동일 역
- 《테이블 매너》 (2022년) - 문혁 역
- 《사잇소리》 (2022년) - 경찰 1 역

### 드라마
- 《뱀파이어 아이돌》 (2011년, MBN)
- 《총각네 야채가게》 (2011년, 채널A)
- 《닥치고 꽃미남 밴드》 (2012년, tvN)
- 《넝쿨째 굴러온 당신》 (2012년, KBS2) - 일진 학생 역
- 《마보이》 (2012년, 투니버스) - 태클 멤버 1 역
- 《세상 어디에도 없는 착한남자》 (2012년, KBS2) - 오디션 참가자 역
- 《내 딸 서영이》 (2012년, KBS2) - 이호태 역
- 《KBS 드라마 스페셜 - 태권, 도를 아십니까》 (2012년, KBS2) - 정태호 역
- 《투윅스》 (2013년, MBC) - 조폭 역
- 《불꽃 속으로》 (2014년, TV조선) - 우치노 역
- 《KBS 드라마 스페셜 - 칠흑》 (2014년, KBS2) - 세민 역
- 《나쁜 녀석들》 (2014년, OCN) - 장기매매 조선족 역
- 《순정에 반하다》 (2015년, JTBC)
- 《뱀파이어 탐정》 (2016년, OCN) - 불곰 역
- 《캐리어를 끄는 여자》 (2016년, MBC) - 유리러브 역
- 《파수꾼》 (2017년, MBC)
- 《아버지가 이상해》 (2017년, KBS2) - 남태부 역
- 《KBS 드라마 스페셜 - SLOW》 (2017년, KBS2) - 성훈 역
- 《미스 함무라비》 (2018년, JTBC) - 김동훈 판사 역
- 《To. Jenny》 (2018년, KBS2) - 김민봉 역
- 《식샤를 합시다 3》 (2018년, tvN)
- 《흉부외과 - 심장을 훔친 의사들》 (2018년, SBS) - 이미란 역
- 《세상에서 제일 예쁜 내 딸》 (2019년, KBS2) - 방재범 역